# Király György
Király György (Oravicabánya, 1887. december 1. – Budapest, Erzsébetváros. 1922. április 25.) magyar irodalomtörténész, műfordító, pedagógus, egyetemi tanár.

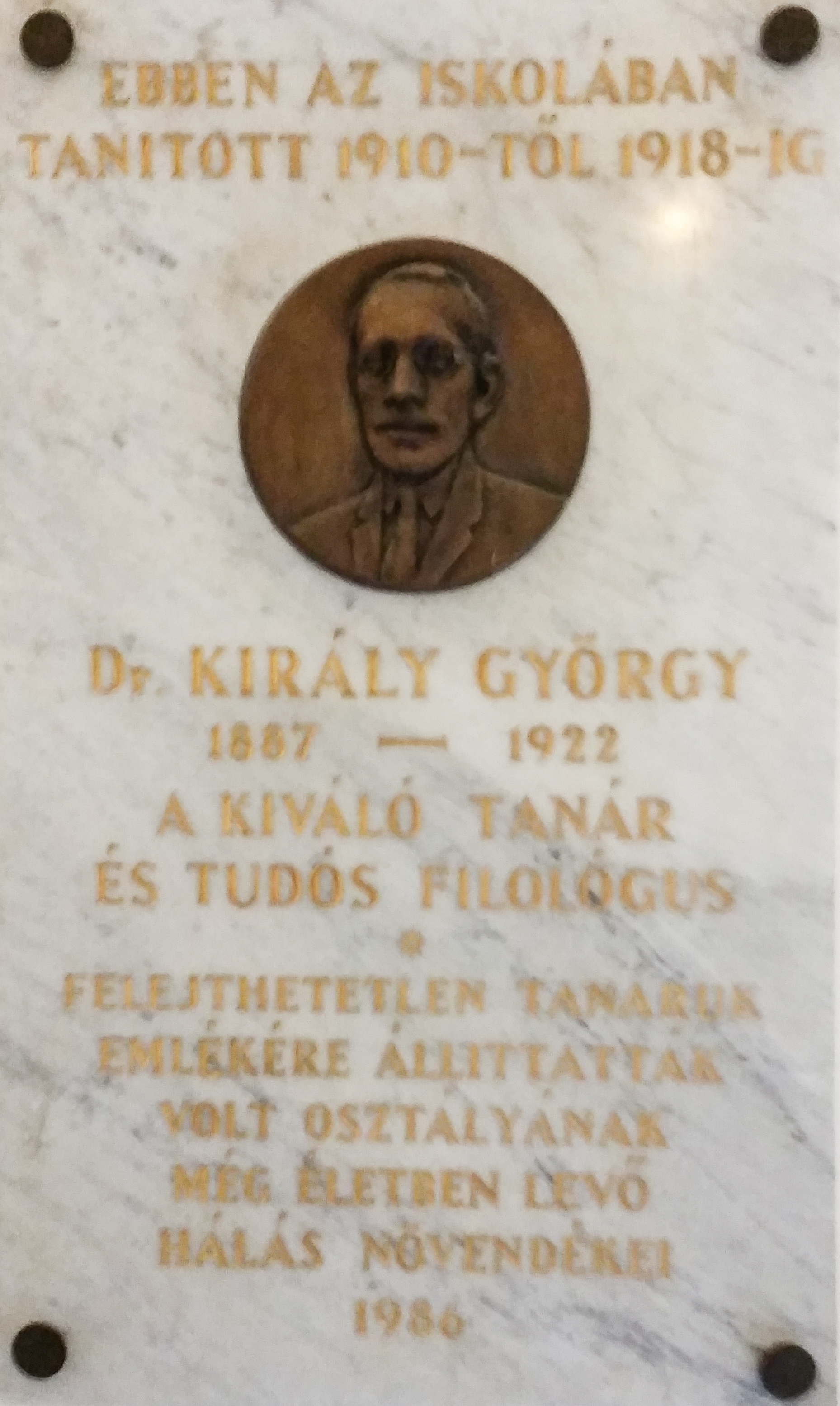
Emléktáblája a budapesti Eötvös József Gimnáziumban

## Életpályája
Király György katonatiszt és Szvetkovits Adél fia. 1905. június 16-án a pozsonyi főgimnáziumban tette le az érettségit, s az itt töltött nyolc év alatt elsajátította a német nyelvet, a szlovákot, a franciát is tanulta, s nyolcadikban a Rencz János vezette irodalmi önképzőkör titkára volt. A Budapesti Egyetem magyar–német–latin szakán végzett; itt Katona Lajos és Riedl Frigyes oktatták. 1909-ben lett bölcsészdoktor, disszertációját Mikesről írta: „A törökországi levelek forrásaihoz” címmel. Egyetemi évei alatt megtanult angolul, olaszul és spanyolul is. Végzett tanárként Párizsban tett tanulmányutat 1909 nyarán.
1909–1918 között a Reáltanodában tanított, előbb helyettes tanárként, mely elfoglaltsága naponta fél 8–17 óráig tartott, s itt is az önképzőkörnek vezetője, az ifjúsági és a tanári könyvtár őre. Már ekkor jelentkezett a tüdőbetegsége, melyet bronchitisnek gondolt, s amint mondta barátainak: „Szép betegség ez, csak egy kicsit soká tart, míg belehal az ember.”, s 1917/18-ban az év nagy részét már kórházban töltötte. Pedagógiai és irodalomtudományi tevékenysége – már 1911-től, a Magyar Irodalomtörténeti Társaság megalakulásától választmányi tag volt – egyetemi katedrára érdemesítette, melyet, későbbi pályájára kedvezőtlenül, 1919-ben nyert el. A Tanácsköztársaság idején néhány hónapig az őt örömmel üdvözlő Riedl Frigyes mellett a Budapesti Egyetemen régi magyar irodalomtörténetet adott elő. 1921-ben közzétette „A magyar ősköltészet” című első s egyetlen önálló monográfiáját, mely előadásainak anyagát ölelte fel. 1919 őszén megalázó fegyelmi vizsgálatok után elvesztette állását, s 32 évesen a tanári pályától is eltiltották. Ettől kezdve publicisztikából, újságírásból, szerkesztésből tartotta fenn magát. A Független Szemle irodalomkritikusa és a Nyugat főmunkatársa volt. Kiadóként a Kétnyelvű Klasszikus Könyvtár, a „Monumenta Literarum”, a „Három cseppke könyvek” sorozatot indította útjára, s szerkesztette Knerék 12 kötetes magyar klasszikus sorozatát Kozma Lajos könyvtervével.

## Munkássága
Ősköltészetünkről szóló könyvének a hun mondavilágra vonatkozó kritikus része nagy vitát kavart. A széphistóriákról, Balassi Bálintról, Zrínyi Miklósről, Mikes Kelemenről, Vörösmarty Mihályról írt dolgozatai mellett a magyar s az európai irodalmak kölcsönhatásáról, kapcsolatairól értekezett. Vitázott Thaly Kálmánnal a kuruc balladákról. Francia, angol és amerikai írókat fordított, köztük Guy de Maupassant, Émile Zola, Anatole France, Romain Rolland, Edgar Allan Poe műveit. Kritikáiban megfelelő rangjára emelte Adyt, Kaffka Margit és Móricz Zsigmond műveit elemezte értő módon.

## Művei

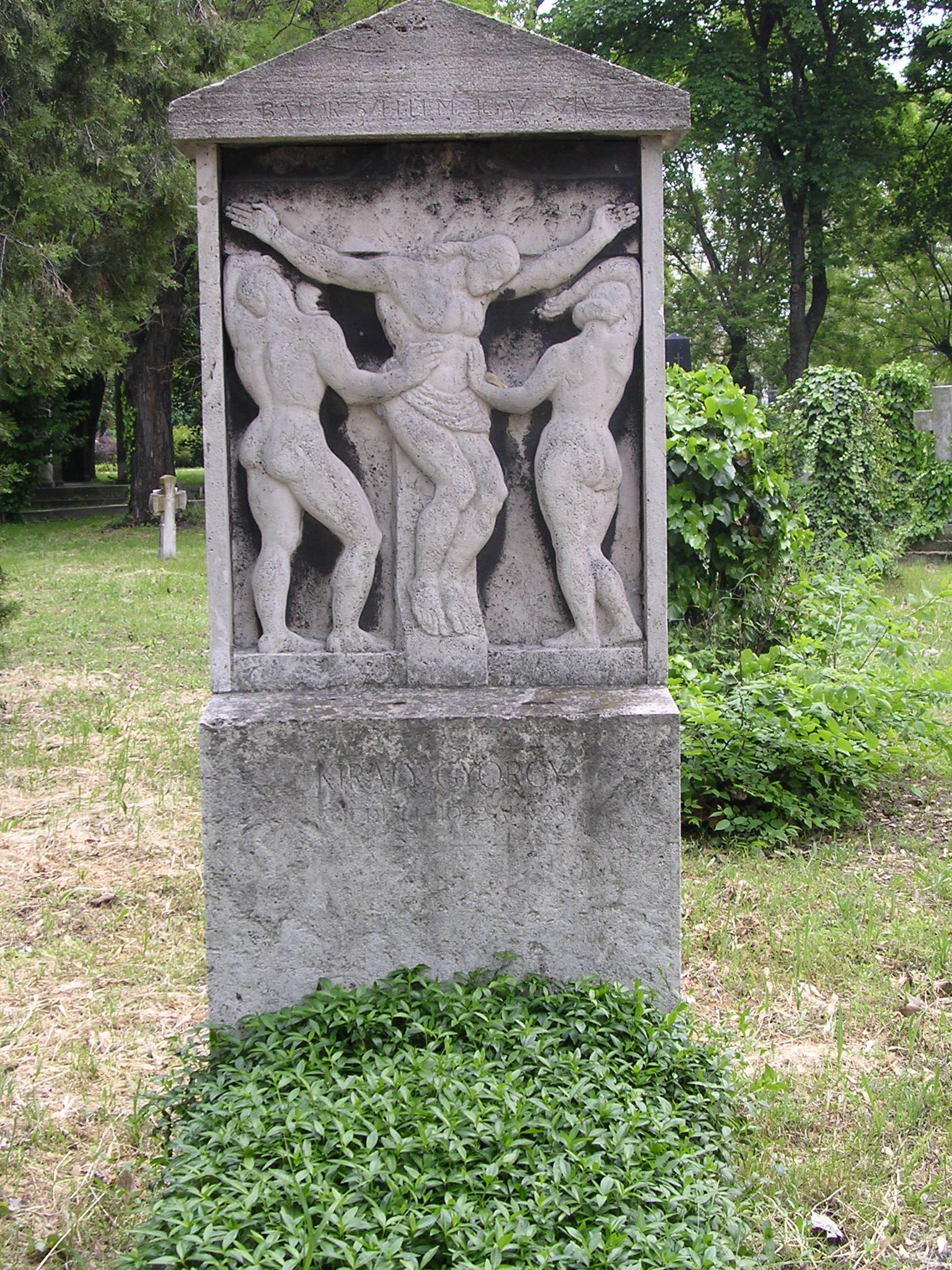
Sírja a Fiumei úti sírkertben, alkotója Beck Ö. Fülöp. (36/2-1-29)

- A kuruc balladák hitelességének kérdése, 1915
- Világbíró Sándor mondája régi irodalmunkban, 1918
- Heltai Gáspár: Egy nemes emberről és az ördögről való história…, 1920
- A Cyrus monda széphistóriáinkban, 1921
- A magyar ősköltészet, Budapest, Ethika K. 1921. (Ethika Könyvtár 7.)
- Őszi harmat után — Istenes, vitézi és virágénekek. Összegyűjtötte Király György. Gyoma, 1921.
- Aurora — Anthologia a magyar költészet fénykorából. Összeállította Király György. Gyoma, 1921.
- Koszorú a magyar költészet virágaiból. Összeállította Király György. Gyoma, 1921.